# Мордехай бен-Нисан
Мордехай бен-Нисан Коки́зов (XVII век — XVIII век) — караимский учёный, живший в Красном Острове, Польша (ныне Кукезов, Украина) в XVII—XVIII веках.

## Биография
Учился у Иосефа бен Шемуэля га-Машбира (ум. 1700), газзана города Галича, и Давида бен Шалома га-Закена (ум. 1699), караимского учителя из Луцка. В раннем возрасте стал знать как раввинскую, так и караимскую литературу.
Получил известность благодаря своему труду «Дод Мордехай» (Вена, 1830), написанному в ответ на четыре вопроса, заданных в 1698 году Давиду бен Шалому ха-Закену Якобом Тригландом, профессором богословия в Лейденском университете. Они были следующими:
1. Идентична ли караимская секта той, что существовала во время Второго храма под названием «саддукеи», происходит ли она от Анана бен Давида, как утверждают раввинисты?
2. Был ли Онкелос, прозелит, к которому Менахем Калаи обращался с письмами, идентичным греческому переводчику Аквиле или автору Таргума?
3. Идентичен ли «Море Ахарон» с «Сефер ха-Мицвот» Аарона бен Ильи из Никомедии; если нет, кто являлся его автором?
4. Есть ли у караимской Библии какие-то отличия от раввинской Библии, и каково преобладающее убеждение среди караимов относительно времени введения гласных и ударений?

Мордехай разделил свою работу на 12 глав, каждая из которых носила имя одного из колен Израилевых. На первый вопрос он ответил, что хотя караимская секта и не тождественна саддукеям, она всё же существовала во время Второго храма. Он разделил историю караимов на три эпохи: первая, начиная с образования отдельной общины без внешнего отличия от других конгрегаций, во времена Симеона бен Шетаха; вторая берёт начало от Анана, выступившего открыто против талмудистов; а третья – с XIV века, когда начали ощущаться первые следы упадка караимизма. Второй вопрос остается без ответа. По его словам, имя Менахем нельзя встретить нигде, кроме «Мивхара», а это значит, что нет информации о его личности. Что касается автора Таргума, Мордехай знал его только благодаря раввинским властям. На третий вопрос ответил удовлетворительно, после чего Мордехай передал информацию о караимских работах, найденных в Польше. Караимская Библия, по его словам, в ответ на четвертый вопрос не отличается от той, что имелась у раввинистов. Здесь Мардохей цитирует Азарию де Росси и демонстрирует широкие знания в раввинской литературе.
Кроме того, Мордехай написал следующие работы:
1. Сефер Маамар Мордехай, комментарий к «Мивхару» Аарона бен Йосефа;
2. Дерек ха-Ям, исследование относительно одного места в «Мивхаре» к Книге Бытия, 9:21;
3. Келалим Яфим, элементарная еврейская грамматика;
4. Яд Адонай, тема которой неизвестна;
5. Левуш Малхут, об отличиях между раввинистами и караимами;
6. Литургические стихи, некоторые из которых были включены в караимский ритуал.

В дальнейшем одна из его работ была переведена на латинский язык Иоганном Кристофом Вольфом и опубликована параллельными колонками на латыни и иврите как «Notitia Karaeorum».